# Abbing & Van Cleeff
Abbing & Van Cleeff is een Nederlands schrijversduo, bestaande uit Marja Roscam Abbing (Schiedam, 24 maart 1946) en Marjet van Cleeff (Arnhem, 10 juli 1955). 

## Levensloop
Abbing & Van Cleeff hebben elkaar ontmoet toen zij werkzaam waren als bibliotheekmoeder in de bibliotheek van de basisschool van hun kinderen. 
Marjet van Cleeff is de moeder van de kinderboekenschrijver Gideon Samson. Van Cleeff is werkzaam bij een uitgeverij en werkt mee aan een tijdschrift.
Marja Roscam Abbing is een lid van het patriciaatsgeslacht Abbing en een dochter van ir. Cornelis Roscam Abbing (1908-1969) en Wilhelmina Adriana Hendrika Muller (1905). Zij trouwde in 1977 met Wouter Woltz (1932), hoofdredacteur bij NRC-Handelsblad voor welke krant Roscam Abbing jarenlang een column had. Zij zijn de ouders van de kinderboekenschrijfster Anna Woltz.
Hun eerste boek samen heet Struisvogelkoorts (1996). Daarna volgde het boek De zwarte rugzak (1997). De Zwarte rugzak werd in 1998 bekroond met een Zilveren Griffel. Na hun derde boek, Het Wespeneiland (1999), is het schrijversduo gestopt.